# Franky Linero
Franky Linero Darby (Santa Marta, 7 de marzo de 1940-Paipa, 3 de enero de 2007) fue un actor, director de teatro y televisión colombiano.

## Biografía
Franky Linero nació en Santa Marta en 1940. Los primeros estudios los realizó en el colegio San Luis Beltrán, de Santa Marta, y en el Virrey Solís, de Bogotá, de donde se graduó como bachiller. Posteriormente ingresó a la Facultad de Derecho de la Pontificia Universidad Javeriana, donde participó en la fundación del Teatro Experimental Javeriano. Más adelante se desempeñó como director del Estudio Actoral La Comedia e interpretó El pachanga, adaptación de la obra de David Sánchez Juliao, con la cual llegó a realizar 1.879 funciones. En 1996 participó en la obra Por los siglos de los siglos, un montaje realizado en el Teatro William Shakespeare. Con Jairo Soto y Carlos Benjumea actuó en 2005 en la obra Diálogos prostáticos, dirigida por Paola Benjumea, y fue el director de Colegialas en apuros.
El diario El Tiempo le concedió en 1978 el premio como mejor actor y en 1980 como mejor actor cómico, por su papel en Humor imposible. En 2006 recibió el premio a Toda una vida, en el Festival Internacional de Cine de Cartagena. El 3 de enero de 2007 falleció en una cabaña en Paipa, Boyacá; a causa de un infarto de miocardio.

## Filmografía
- Juegos prohibidos (2006)
- El pasado no perdona (2005)
- La saga, negocio de familia (2004)
- Retratos (2003)
- El precio del silencio (2002)
- Tabú (1999)
- Copas amargas (1997)
- Guajira (1996)
- Momposina (1995)
- Flor de oro (1994)
- Escalona (1992)
- El último beso (1991)
- La intrusa (1986)
- La pezuña del diablo (1983)
- La virgen y el fotógrafo (1983)
- Rojo y negro (1977)
- Préstame tu marido (1973)
- Yo y tú (1956)